# Crefelder HTC
Crefelder HTC is een Duitse hockey- en tennisclub uit Krefeld (Noordrijn-Westfalen). Crefelder HTC is ontstaan uit de Crefelder Tennis Club (opgericht in 1890) en de Crefelder Hockey Club (opgericht in 1912) die samen met de Tennis Club Rood Wit in 1938 fuseerden tot de Crefelder Hockey und Tennis Club.
Het herenteam komt uit in de Bundesliga en werden kampioen in het seizoen 2006/2007 door de HTC Stuttgarter Kickers te verslaan met 7-1. Het daarop volgende seizoen wonnen ze de Europacup I.